# Joni Mäki
Joni Mäki (Vaasa, 24 gennaio 1995) è un fondista finlandese.

## Biografia
Originario di Vuokatti e attivo in gare FIS dal dicembre del 2011, Mäki ha esordito in Coppa del Mondo ha esordito il 1º marzo 2014 a Lahti (94º) e ai Campionati mondiali a Seefeld in Tirol 2019, dove si è classificato 52º nella 15 km e 13º nella sprint. Ha ottenuto il primo podio in Coppa del Mondo il 22 dicembre 2019 a Planica (3º); ai Mondiali di Oberstdorf 2021 ha vinto la medaglia d'argento nella sprint a squadre, si è classificato 13º nella sprint, 6º nella staffetta e non ha completato la 15 km. L'anno dopo ai XXIV Giochi olimpici invernali di Pechino 2022, suo esordio olimpico, ha vinto la medaglia d'argento nella sprint a squadre e si è classificato 4º nella sprint e 6º nella staffetta; ai Mondiali di Planica 2023 si è piazzato 19º nella sprint e 11º nella sprint a squadre e a quelli di Trondheim 2025 è stato 37º nella sprint.

## Palmarès

### Olimpiadi
- 1 medaglia:
  - 1 argento (sprint a squadre a Pechino 2022)

### Mondiali
- 1 medaglia:
  - 1 argento (sprint a squadre Oberstdorf 2021)

### Mondiali juniores
- 1 medaglia:
  - 1 bronzo (sprint a Val di Fiemme 2014)

### Coppa del Mondo
- Miglior piazzamento in classifica generale: 31º nel 2022
- 3 podi (1 individuale, 2 a squadre):
  - 2 secondi posti (1 individuale, 1 a squadre)
  - 1 terzo posto (a squadre)